# Liliana Domínguez (cantante)
Liliana Domínguez (18 de diciembre de 1956, Buenos Aires, Argentina) es una cantante argentina de tango y música popular, nacida en el barrio de la Paternal, en la capital argentina.
Se casò a los 18 años y tuvo 5 hijos.

## Biografía

### Carrera
A la edad de 12 años concursó por primera vez en el recordado programa de Roberto Galán "Si lo Sabe Cante" emitido por Canal 9, haciéndose acreedora del Primer Premio y pasando a formar parte de lo que la gente, y el mismo Roberto Galán dieron en llamar los nenes de Galán, haciendo posteriormente en dicho programa apariciones semanales que le proporcionaron el reconocimiento del público.
A la edad de 17 años participó del concurso de canal 9 Grandes Valores del Tango del cual solo se llevó un mal sabor y el gran honor de haber conocido a Jorge Falcón, quien le brindaría consejos y algunas clases de vocalización en un camarín del canal cuando el tiempo se lo permitía.
Durante muchos años a partir de 1989 realizó actuaciones públicas en la Rambla del Casino, en Mar del Plata, lo que le dio cierta proyección local. Aparte de esta actividad, desarrolló un trabajo de escenarios con el cuarteto "Tangó", dirigido por Julio Dávila jr.
Participó tres años consecutivos del Festival Nacional del Poncho en la provincia de Catamarca (1991-92-93).
Fue convocada para actuar en el Festival de la Doma y el Folklore en Jesús María (1993).
Viajó a España y trabajó para la cadena hotelera Sol Melia. También cantó en la rambla de Barcelona.
Siempre regresando a Mar del Plata y continuando con su actividad en la rambla.
A raíz de esta actividad, Julio Dávila Jr., director de la Orquesta Municipal de Tango y reconocido productor, la captó para realizar diversas actuaciones con su formación, en 2005.
Ello propició contratos sucesivos en varios de los principales locales de tango de Buenos Aires, como la Casa Homero Manzi o el Teatro Brazzola, realizando además una presentación en el Salón Dorado del Senado de la Nación.
Después fue convocada para cantar en el hotel Winchester de Las Vegas y en la apertura del Festival Argentino en Miami, todo ello en 2008.
Ha editado discos con la discográfica "D&D2", heredera de la histórica disquera Diapasón, compartiendo catálogo con figuras como Aníbal Troilo, Osvaldo Tarantino, Roberto Goyeneche, Susana Rinaldi, Jorge Arduh y otras figuras del tango. El último disco editado con ese sello álbum es En cuerpo y alma.
En el año 2006, su trayectoria fue declarada de Interés General y Cultural por el Concejo Deliberante del Mar del Plata.
Asiduamente la convoca el Maestro Julio Dávila para cantar con la Orquesta Municipal de Tango en El Teatro Colón de Mar del Plata.
Fue declarada Cantante de Interés General y Cultural por el Concejo Deliberante de la Municipalidad de Mar del Plata.
Se le otorgó el Premio Faro de Oro Vip en "La Feliz".
En la temporada 2005-2006 realizó su propio espectáculo titulado LILIANA DOMÍNGUEZ En Cuerpo y Alma, en el teatro Santa Fe de Mar del Plata.
El 28 de marzo de 2012 participa en el programa de televisión Soñando por Cantar interpretando su versión del tema A mi manera de Frank Sinatra. El jurado queda enamorado de su actuación y pasa derecho a la final con el aval de todos los miembros. En la misma edición canta junto a Raúl Lavié. Sobre el final de la emisión queda semifinalista pasando a la final del concurso televisivo.

## Vida personal
Liliana se casó a los 18 años y de ese matrimonio nacieron sus cinco hijos: Edgardo, Diego, Javier, Paula y Yolanda Daquita.
Así fue que se apartó del mundo de la canción por algunos años hasta que un día llegó a la ciudad de Mar del Plata y por esas cosas que tiene la vida (que jamás habría imaginado) se le presentó la posibilidad de convertirse en una artista de la calle.
En la década de 90' se separa, tiempo después forma pareja nuevamente y se va a vivir por unos años a la provincia de Catamarca, finalmente esa relación no prosperó y luego de un tiempo se separó.
En el año 2001 fallece su hijo Javier a la edad de 21 años. Tiene 12 nietos.